# Nordaustlandet
Nordaustlandet o l'illa del Nord-est (literalment, en noruec, "Terra del nord-est") és una illa de l'arxipèlag Svalbard situada al nord-est de l'arxipèlag, d'aquí el seu nom, separada de l'illa principal (Spitsbergen) per l'estret de Hinlopen. Amb una extensió de 14.600 km², és la segona illa més gran de l'arxipèlag. Està deshabitada i mai ha tingut assentaments permanents, però sí que hi va haver caceres d'hivern per part de russos i noruecs.
La seva superfície està recoberta de glaceres a l'est i al sud, que es divideixen en dues zones principals: Austfonna (és a dir, la "glacera de l'est", la més gran d'Europa pel seu volum) i Vestfonna (o "glacera de l'oest"). Nordaustlandet està inclosa dins la Reserva natural del nord-est de Svalbard. Hi ha molts fiords a l'oest i al nord. Les zones lliures de gel més gran es troben al nord i al mig de l'est.

## Geografia i natura
Nordaustlandet és la segona illa més gran de Svalbard i la novena més gran d'Europa. L'illa se situa al nord-est de l'illa més gran, la Spitsbergen, la qual està separada de la Nordaustlandet per l'estret de Hinlopen. La seva superfície és de 14.443 km². La major part de l'illa (el 80%) està ocupada per les grans glaceres d'Austfonna i Vestfonna, la primera de les quals forma el casquet glacial més gran d'Europa. La zona lliure de gel, que és principalment la costa, està profundament escarpada per extensos fiords que s'endinsen a l'interior de l'illa.

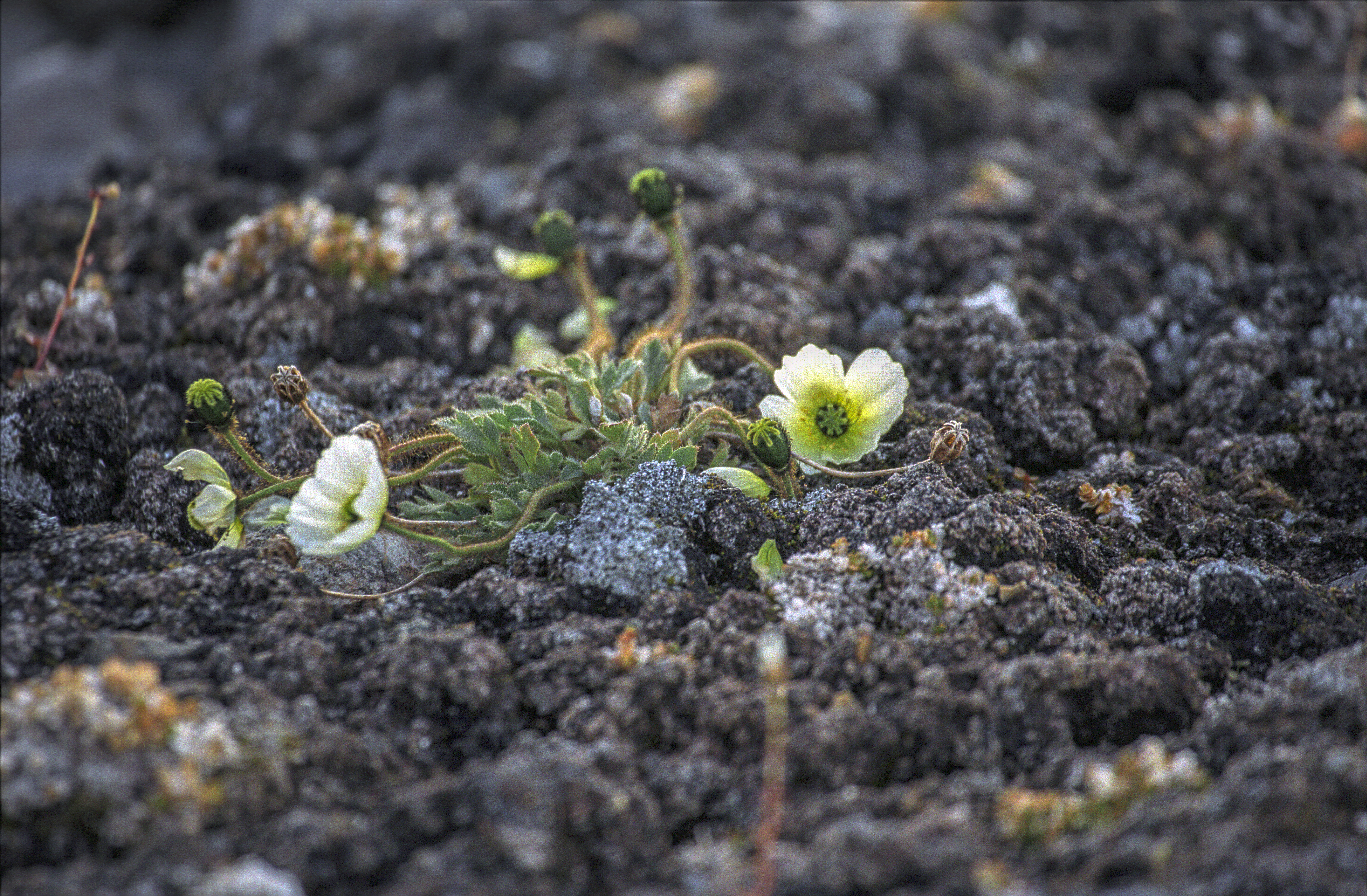
Flors a la costa de la Nordaustlandet.

L'illa està protegida per la Reserva natural del nord-est de Svalbard, que es va establir l'1 de juliol de 1973, i té una superfície de 55.354 hectàrees (la més gran de totes les àrees protegides de Svalbard, independentment de l'estat de conservació). La reserva està directament vinculada al sud-est amb la Reserva natural del sud-est de Svalbard. La reserva natural comprèn a més de Nordaustlandet l'illa de Kvitøya i les illes del Rei Carles. L'arxipèlag del Rei Carles és l'àrea més important de reproducció d'ossos polars en aquesta part de l'Àrtida, i per aquesta raó està prohibit el trànsit a l'illa tot l'any a una distància d'almenys 500 metres de la costa o els esculls, i el sobrevol per sota dels 500 metres.

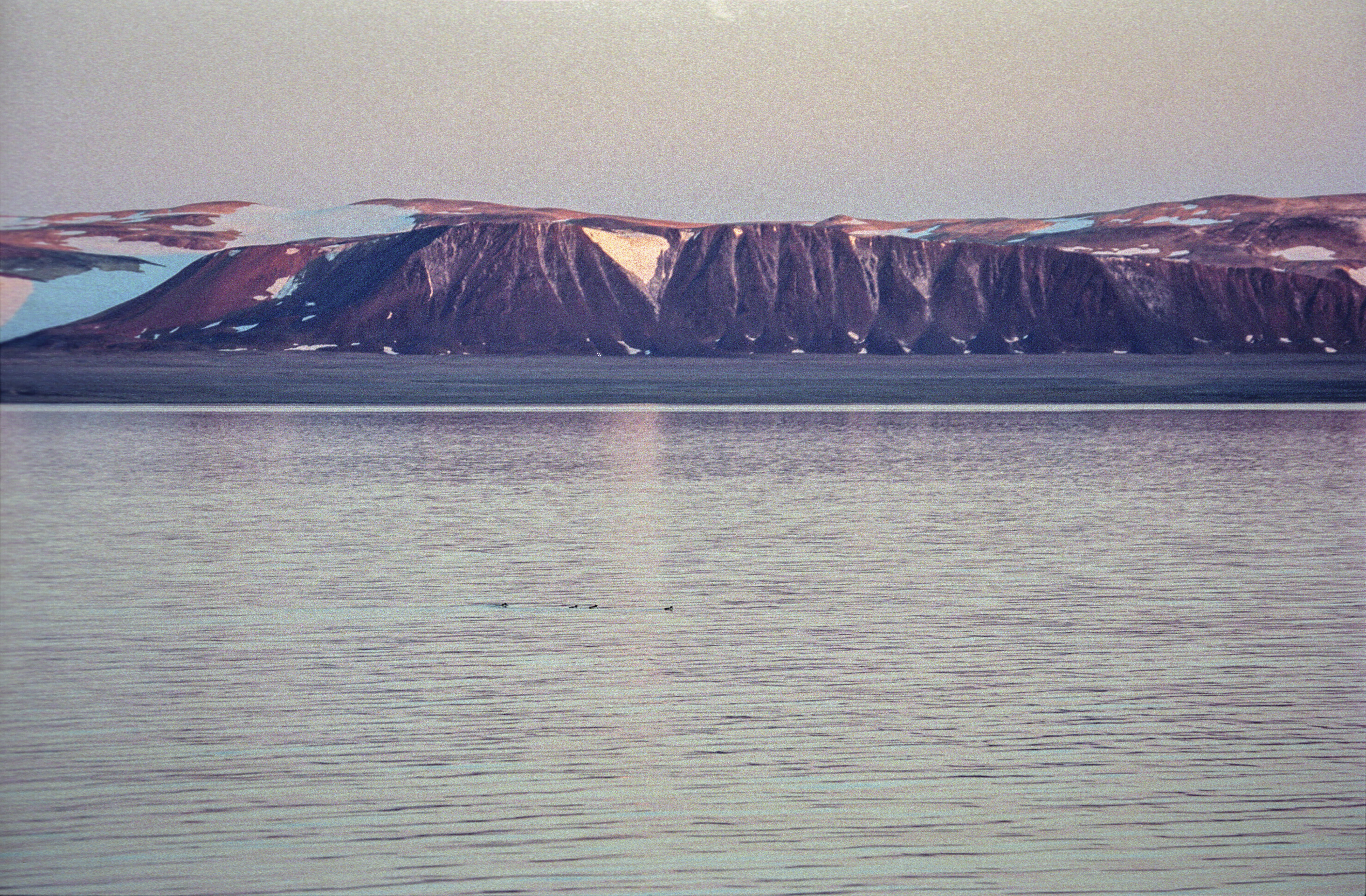
L'estret de Hinlopen vist des de l'illa. Les muntanyes que es veuen ja són part de la Spitsbergen.

La major part de la reserva té un clima polar desèrtic, amb temperatures sota zero gran part de l'any. Nordaustlandet es podria definir com a fred, inhòspit i estèril. Algunes àrees més petites són més fèrtils, com el illes Sjuøyane. La costa nord té diverses muntanyes d'aus més petites que són biòtops clau en aquesta zona. Al nord-est de l'illa hi ha poblacions de guineu àrtica i el ren de Svalbard, i al llarg de la costa s'hi troben diversos punts amb presència de morsa. La foca anellada, la foca barbuda, les balenes i la beluga són els mamífers marins principals. Hi ha grans colònies d'ocells marins. La Reserva Natural del nord-est de Svalbard és a la llista de la Reserva de la Biosfera de la UNESCO.

## Història
Fou descoberta al segle xvi per Willem Barentsz. Els caçadors anglesos hi van veure morses per primera vegada al sud de Nordaustlandet el 1617. Aquest descobriment va ser mostrat al mapa de la Companyia de Moscòvia, amb l'illa etiquetada com a Iland de Sir Thomas Smyth. També mostra el Cap Nord (Punt Purchas). Es nomena primer Oostlandt ("terra de l'est") en un mapa holandès del 1662, i a l'any següent un altre mapa holandès va marcar el seu litoral amb més claredat, mostrant la seva costa oest i nord, que separa aquest últim de les Set Illes (Illes Sjuøyane). Un mapa holandès de 1710 va ser el primer a demostrar l'illa amb precisió, donant-li el nom Het Noord Ooster Land ("El Nord-est Terra").